# لگاتوس

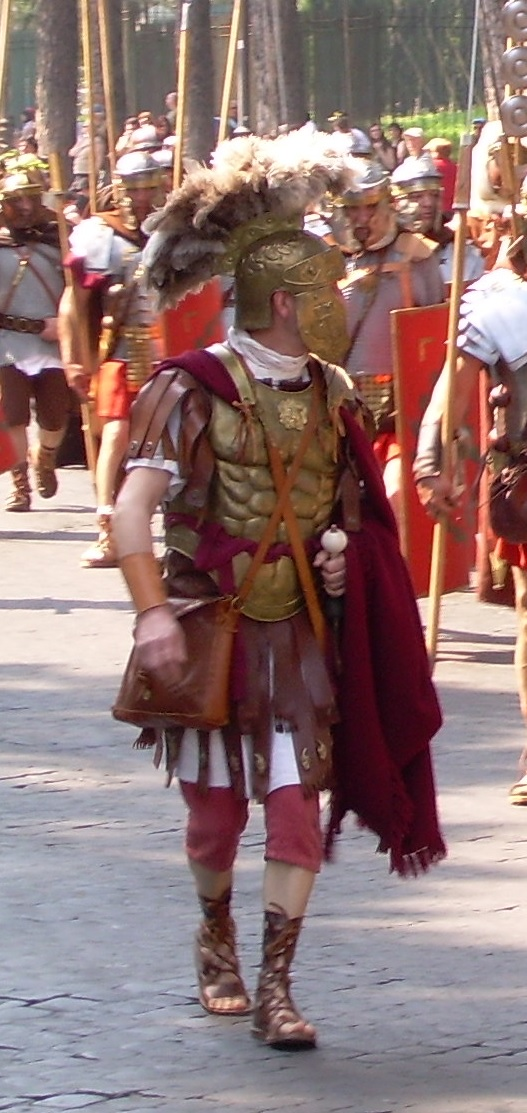
بازسازی زره یک لگاتوس

یک لگاتوس∗ (به لاتین: legatus) یک فرماندهٔ نظامی ارشد در ارتش روم بود، و درجهٔ وی معادل با ژنرال امروزین می شود. این اصطلاح توسط آگوستوس برای اطلاق به افسری که هدایت یک لژیون را برعهده داشت، رسمیت یافت.
در دوران جمهوری روم، لگاتوس ها در پایان هر نبرد موفقیّت آمیز، پاداش های نظامی دریافت می کردند؛ امری که سبب شد این منصب به یک مقام پُرمنفعت تبدیل شود، به طوری که حتّی می توانست کنسول های برجسته و یا دیگر چهره های شاخص سیاسی را به خود مجذوب کند. کسانی که سِمت لگاتوس را عهده دار می شدند، از میان طبقات سناتوری روم برگزیده می شدند. لگاتوس دو منصب اصلی داشت؛ یکی لگاتوس لگیونیس∗ (به معنای فرمانده لژیون) بود که به یک پرایتور سابقی که فرماندهی یکی از لژیون های روم را در دست می گرفت اطلاق می شد، دیگری لگاتوس پرو پرائتوره∗ (در دوران امپراتوری نام آن به لگاتوس آگوستی پرو پرائتوره تغییر یافت) بود که به کنسول سابقی که استاندار یکی از استان‌های رومی بود، اطلاق می شد و در برخی موارد چهار لژیون یا بیشتر را در اختیار خود داشت. یک لگاتوس توسط دوازده تبردار (لیکتور) حفاظت می شد.
از زمان آگوستوس، امپراتور عنوان لگاتوس لجیونیس را به فرماندهان ارشد یک لژیون می داد. این لگاتوس لجیونیس تحت فرماندهی عالی یک لگاتوس آگوستی پرو پرائتوره قرار داشت. اگر ایالتی تنها دارای یک لژیون می بود، لگاتوس به عنوان استاندار آن ایالت نیز عمل می کرد ولی اگر ایالتی دارای چند لژیون می بود، هر لژیون یک لگاتوس مخصوص به خود را داشت و یک استاندارِ مستقل بر کل ایالت ریاست می کرد.

## یادداشت ها
^ . شکل انگلیسی شدهٔ آن (anglicised) «legate» است.
^ . legatus legionis
^ . legatus pro praetore